# Ochthebius regimbarti
Ochthebius regimbarti är en skalbaggsart som beskrevs av Knisch 1924. Ochthebius regimbarti ingår i släktet Ochthebius och familjen vattenbrynsbaggar. Inga underarter finns listade i Catalogue of Life.